# 허큘리스자리 알파
허큘리스자리 알파(α Her), 허큘리스자리 64는 허큘리스자리 방향에 있는 다중성계이다. 망원경으로 관측하면 이 항성계는 여러 구성원으로 분리되어 보이는데 이들 중 가장 밝은 천체가 라스 알게티로 명명되었다.

## 명칭
허큘리스자리 알파는 바이어 명명법, 허큘리스자리 64는 플램스티드 명명법으로 표기한 명칭이다. 알파의 구성원 둘은 각각 ‘허큘리스자리 α¹’(둘 중 밝은 쪽)과 ‘허큘리스자리 α²’로 불린다. 이 중 후자는 쌍성으로 세 별은 각각 ‘허큘리스자리 알파 A’, ‘Ba’, ‘Bb’로 표기될 때도 있다.
예전부터 알파 계를 불러오던 고유명칭은 라스 알게티로 아랍어 단어 رأس الجاثي (‘라이스 알-야티’, ‘무릎 꿇은 사람의 머리’)에서 온 것이다. ‘머리’는 오랜 옛날 허큘리스자리가 거꾸로 뒤집어진 것으로 묘사된 사실에서 유래한 것이다. 2016년 국제천문연맹은 항성의 고유명칭을 목록화, 표준화할 목적으로 산하에 항성명칭심의위원회(WGSN)를 조직했다. 2016년 7월 위원회는 ‘허큘리스자리 α¹’에 ‘라스 알게티’ 명칭을 부여, 공고하였다.
알 악사시 알 무아케트 책력에 ‘라스 알-자시’ 또는 ‘라스 알 드자티’ 단어가 수록되었으며 이 단어는 라틴어로 Caput Ingeniculi 로 번역되었다.
동아시아의 별자리에서 라스 알게티는 천시원의 제좌(帝座, 황제의 의자)에 속해 있다. R. H. 앨런은 ‘제좌’를 Ti Tso 로 표기했다.

## 특성
허큘리스자리 α¹과 α²는 서로 500 천문단위 이상 떨어져 있으며 이로부터 예상되는 1 공전주기는 약 3600년이다. α¹은 상대적으로 질량이 크고 붉게 빛나는 ‘밝은 거성’이다. α²는 주인별인 황색거성과 짝별인 황백색 왜성으로 이루어져 있으며 둘은 질량중심을 51.578 일에 1회 공전한다.
허큘리스자리 α¹은 붉고 밝게 빛나는 거성으로 축퇴된 탄소-산소 중심핵 위로 수소와 헬륨 껍질들이 있는 점근거성가지(AGB) 항성이다. 이 별은 태양으로부터 두 번째로 가까운 AGB 항성이다. 간섭계로 측정한 이 별의 시지름은 34 ± 0.8 밀리초각 또는 0.034 초각이다. 히파르코스 위성의 측성자료로부터 계산한 결과 이 별과 지구 사이 거리는 약 359 광년으로 이로부터 라스 알게티의 반지름은 2억 8천만 킬로미터(태양 반지름의 400 배 또는 1.87 천문단위)가 나온다. 만약 라스 알게티를 태양계의 중심부에 놓는다면 별의 반지름은 1.5 천문단위 거리에 있는 화성을 넘어서겠지만 소행성대에는 미치지 못할 것이다. 이 적색거성은 태어날 때의 질량이 태양의 2.175 ~ 3.250 배 사이였을 것으로 추측된다. 생명의 끝에 다다른 대다수 M형 항성들과 마찬가지로 라스 알게티는 상당한 비율의 질량을 방출하여 적어도 90 천문단위까지 확장된 가스 외피층을 만들고 있다.